# 79241 Fulviobressan
79241 Fulviobressan è un asteroide della fascia principale. Scoperto nel 1994, presenta un'orbita caratterizzata da un semiasse maggiore pari a 2,3782619 UA e da un'eccentricità di 0,1317830, inclinata di 4,00123° rispetto all'eclittica.